# Percy Hobart
Percy Hobart (Nainital, 14 giugno 1885 – Farnham, 19 febbraio 1957) è stato un generale britannico.

## Biografia

### Inizi della vita e della carriera
Nato in India da genitori inglesi; il padre, Robert T. Hobart, era un impiegato civile dell'Indian Civil Service e la madre Janetta (nata Stanley) era nordirlandese della Contea di Tyrone. Dopo gli studi frequentò la Royal Military Academy a Woolwich, e venne poi assegnato al Corps of Royal Engineers (i genieri dell'esercito). Durante la prima guerra mondiale servì in Francia e Mesopotamia (all'epoca l'Iraq non esisteva come tale).
Nel 1923 fu trasferito volontariamente nel nascente corpo dei carristi britannici, il Royal Tank Corps, dove venne soprannominato "Hobo". Sua sorella sposò il futuro maresciallo e visconte di El Alamein Bernard Law Montgomery. Nel 1934 divenne Brigadier generale e venne messo al comando della prima brigata corazzata britannica, oltre che ispettore del Royal Tank Corps, in un periodo nel quale nasceva la rivalità tra cavalleria e carristi, visti come dei parvenù dagli aristocratici ufficiali di cavalleria oltre che come distrattori di risorse. Per contro, fu un generale tedesco, l'allora non ancora famoso Heinz Guderian, a seguirne i lavori ed a far tradurre a proprie spese dei suoi scritti.
Nel 1937 ebbe un ruolo nello Stato Maggiore come vice direttore per i veicoli da combattimento corazzati e venne poi promosso maggior generale; nel 1938 venne assegnato al comando della costituenda Mobile Force (Egypt), da alcuni sarcasticamente chiamata Mobile farce (farsa mobile) ma che fornirà le basi per la futura 7ª divisione corazzata, i famosi Desert Rats (topi del deserto) che saranno protagonisti di molte battaglie sul fronte libico della seconda guerra mondiale

### Nella seconda guerra mondiale

Badge della 79th Armoured Division

Nel 1940, a guerra contro i tedeschi iniziata ma col fronte libico ancora inattivo, venne forzato al pensionamento dall'allora comandante delle forze in Egitto sir Archibald Wavell. Ritiratosi in Inghilterra, si arruolò nella difesa civile dove compì un grosso lavoro organizzativo nella sua cittadina, Chipping Campden, e venne assegnato al ruolo di vice organizzatore d'area. Contemporaneamente uscì un polemico articolo di Basil Liddell Hart sul suo intempestivo ed inappropriato pensionamento e Churchill lo reintegrò in servizio attivo nel 1941; venne assegnato al comando ed addestramento della 11th Armoured Division, della quale gli fu tolto il comando quando la divisione raggiunse la Tunisia nel 1942, sebbene il suo lavoro fosse stato giudicato molto proficuo. Venne assegnato al comando della costituenda 79th Armoured Division (79ª divisione corazzata). Il raid di Dieppe evidenziò la necessità di creare nuovi veicoli speciali per superare le difficoltà degli sbarchi su coste ostili disseminate di ostruzioni naturali ed artificiali e Hobart divenne il progettista, in vista della Operazione Overlord, di svariati veicoli speciali che trovarono largo uso durante la campagna Alleata sul fronte occidentale della seconda guerra mondiale dopo lo sbarco in Normandia. Hobart fu anche un convinto assertore del massiccio uso delle radiocomunicazioni, all'epoca innovative anche negli eserciti moderni. Nel marzo 1943 la 79ª divisione corazzata, che era stata a rischio di scioglimento per mancanza di fondi, divenne un laboratorio di veicoli speciali in vista dello sbarco, per una intuizione del capo di stato maggiore imperiale, generale Alan Brooke, che invitò Hobart a convertire l'unità in quella che diventerà 79th (Experimental) Armoured Division Royal Engineers, assicurando che avrebbe avuto un ruolo di combattimento. Anche Montgomery promosse l'idea suggerendo al generale Eisenhower la necessità (o meglio indispensabilità) di questi veicoli speciali, ma gli statunitensi adottarono i soli carri Sherman DD, una versione anfibia che doveva arrivare a riva galleggiando e spinta da due eliche. La divisione operò in ruoli di combattimento dallo sbarco in poi, ma mai come unità organica; i suoi mezzi vennero sempre distaccati in supporto ad altre unità corazzate o meccanizzate e venne sciolta il 20 agosto 1945; Hobart ritornò in pensione nel 1946 e morì nel 1957.